# 赫爾利 (布宜諾斯艾利斯省)

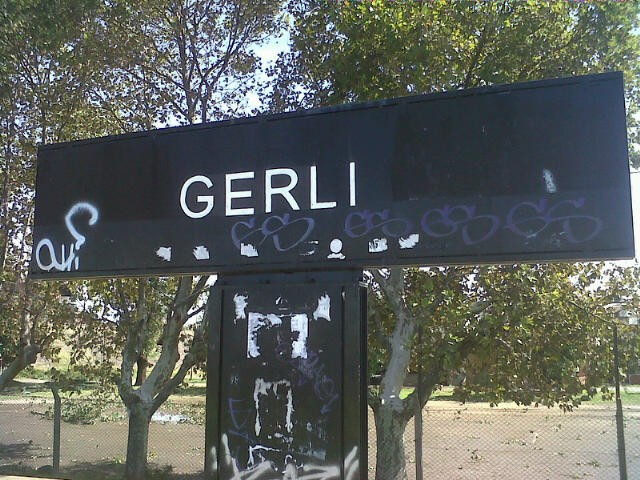
赫爾利

赫爾利是阿根廷的城鎮，位於該國西北部，由布宜諾斯艾利斯省負責管轄，始建於1909年3月30日，面積3.61平方公里，海拔高度6米，2001年人口64,340。

## 外部連結
- （西班牙文） Municipal website